# Reitendiener

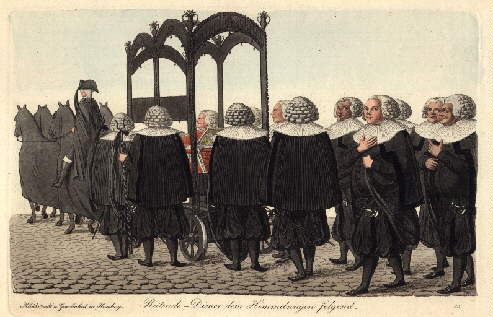
Reitende Diener dem Himmelwagen folgend, kolorierte Radierung von Christoffer Suhr 1822

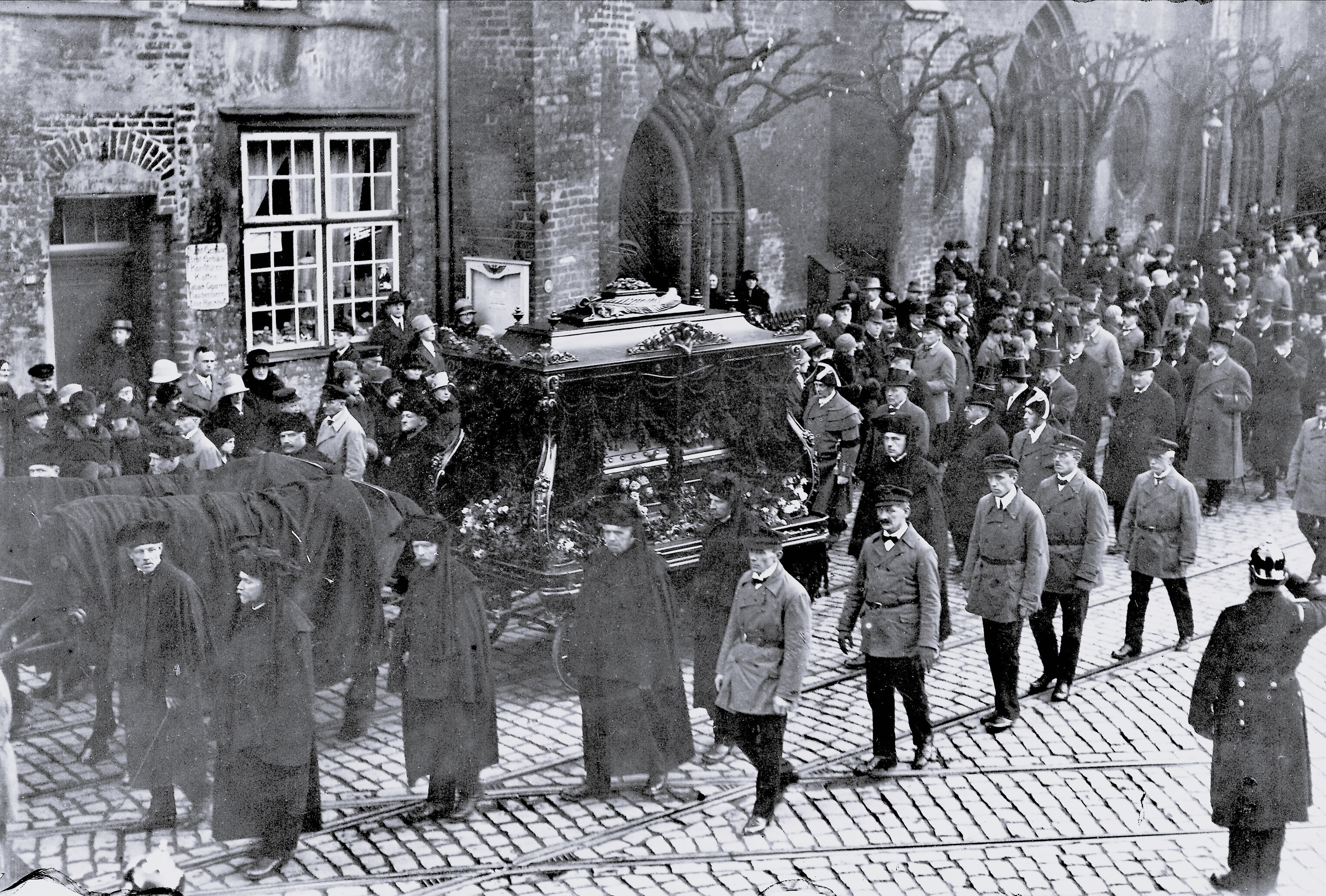
Reitendiener im Trauerzug Paul Hoffs am 25. Januar 1928 in Lübeck

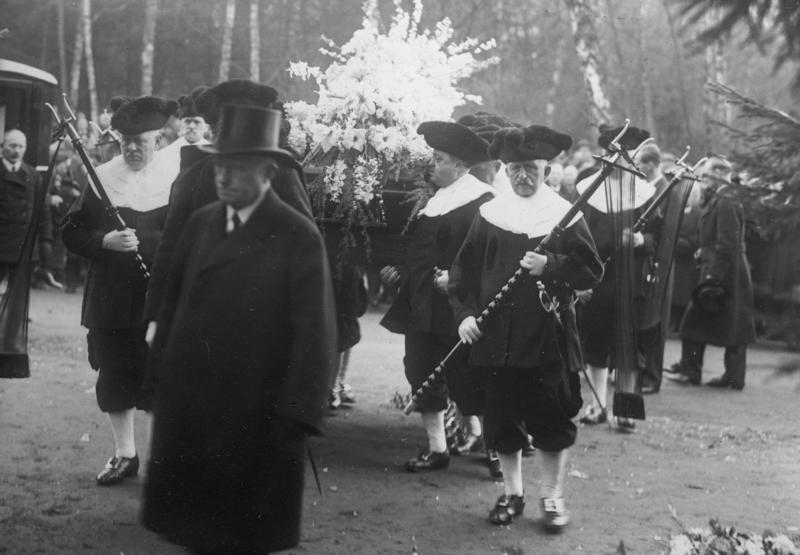
Reitendiener bei der Beisetzung von Wilhelm Cuno 1933

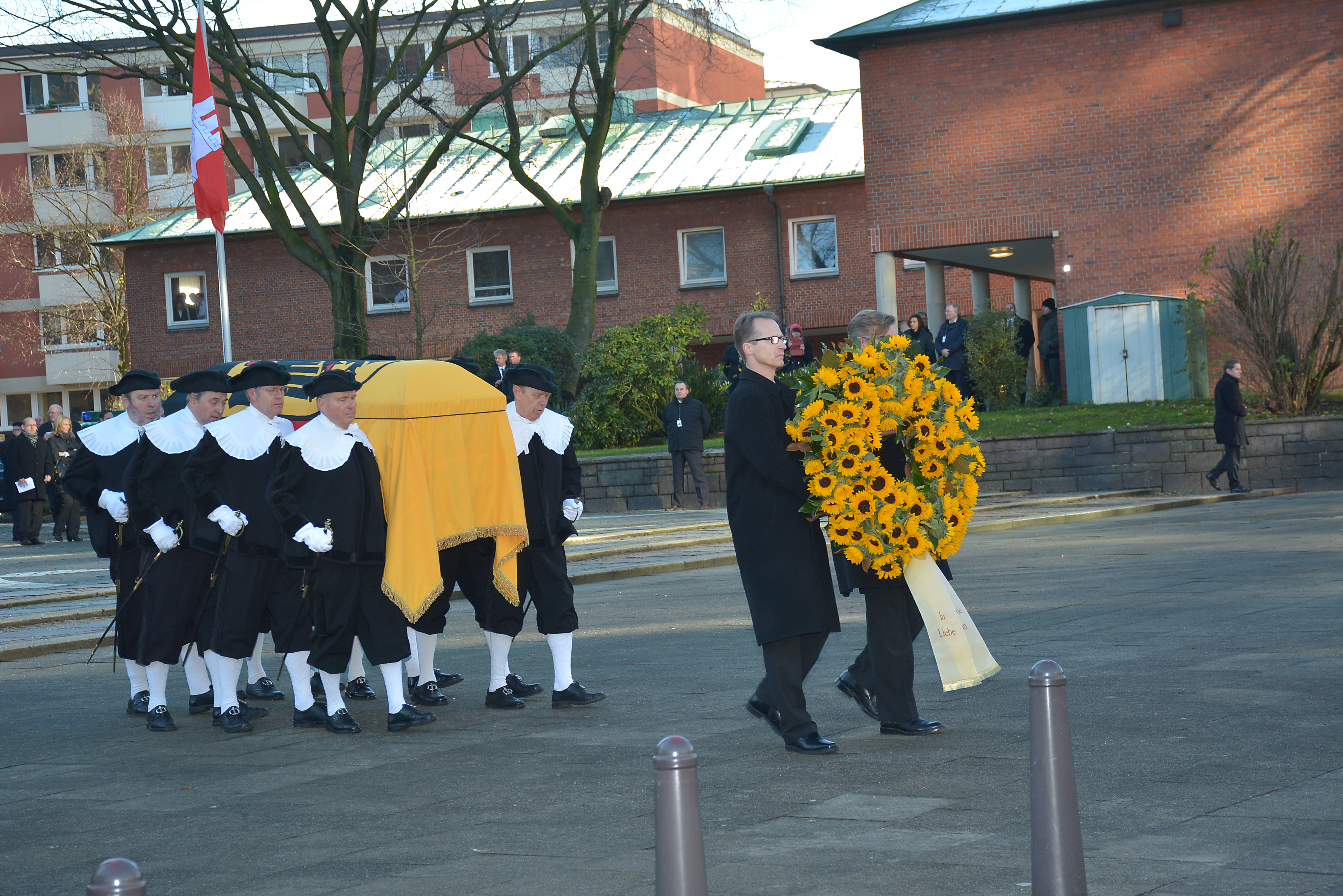
Hamburger Sargträger in der Tracht der Reitendiener, Trauerfeier für Helmut Schmidt 2015

Reitendiener (auch Reiten-Diener, nach Grimm die hochdeutsche Übertragung des niederdeutschen rîdendêner (für rîdene dêner)) waren ursprünglich berittene Ratsdiener in den norddeutschen Städten. Sie bedienten Ratsherren und Bürgermeister bei Ratssitzungen und Festbanketten, dienten als deren Trabanten-Leibwache, waren Kuriere, Polizeitruppe und Eskorte der Delinquenten zur Hinrichtung. Auch der Martensmann war ursprünglich ein Reitendiener.
In Hamburg entwickelte sich der Brauch, dass die Reitendiener gegen Bezahlung bei Hochzeiten dem Brautpaar aufwarteten, bei Begräbnissen das Gefolge bildeten und den Sarg zu Grabe trugen. Meist trugen sie bei Begräbnissen nach spanischer Tracht einen faltigen Mantel, Pluderhosen, weißen gefalteten Kragen und Trauerdegen. Dieser Brauch wurde 1866 abgeschafft. Am 7. Februar desselben Jahres bildeten Hamburger Bestatter den Beerdigungsverein St. Anschar, der seitdem Träger stellt, die ähnlich gekleidet sind wie die ehemaligen Reitendiener.
In Lüneburg ist die Reitende-Diener-Straße (ursprünglich Reitendienerstraße) nach ihnen benannt.